# 176.ª Divisão de Infantaria (Alemanha)
A 176ª Divisão de Infantaria (em alemão:176. Infanterie-Division) foi uma unidade militar que serviu no Exército alemão durante a Segunda Guerra Mundial.

## Comandantes
| Comandante                             | Data                                      |
| -------------------------------------- | ----------------------------------------- |
| Generalmajor Christian-Johannes Landau | 1 de novembro de 1944 - 8 de maio de 1945 |

## Oficiais de operações
| Major Lutz Sieglin     | 15 de novembro de 1944-10 de fevereiro de 1945 |
| Major Hans-Helmut Keyl | 10 de fevereiro de 1945-1945                   |

## Área de operações
| Países Baixos     | setembro de 1944 - janeiro de 1945 |
| Oeste da Alemanha | janeiro de 1945 - maio de 1945     |